# Hugo Avendaño

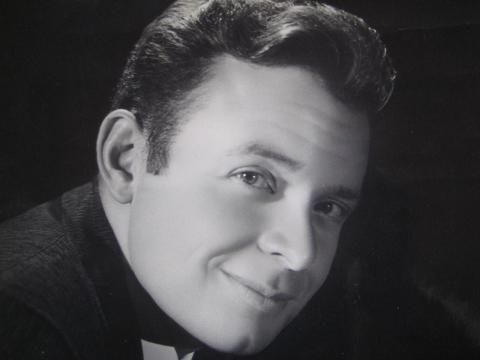
Hugo Avendaño

Hugo Avendaño Espinosa (* 8. März 1927 in Tuxpan (Veracruz); † 5. Januar 1998 in Mexiko-Stadt) war ein mexikanischer Opernsänger (Bariton).

## Leben
Er studierte Gesang bei José Pierson. 1950 debütierte er am Teatro del Palacio de Bellas Artes in Mexiko, mit der Rolle des Amonasro aus der Oper Aida von Giuseppe Verdi.
Er war Mitglied der Ensembles der Opernhäuser in Mexiko-Stadt, Guadalajara, Monterrey und Veracruz. Sein Repertoire reichte von Rigoletto, Il trovatore (Der Troubadour) über La traviata, von Giuseppe Verdi bis zu Carmen von Georges Bizet und Madame Butterfly von Giacomo Puccini.
Ab 1955 steigerte sich seine Popularität weiter durch Rundfunk- und Fernsehaufnahmen. Er erhielt verschiedene Auszeichnungen in Europa, den USA, Mittel- und Südamerika.